# Sant'Andrea delle Fratte
De Basilica di Sant'Andrea delle Fratte is een 17e-eeuwse basiliek te  Rome, gewijd aan Sint Andreas.
De huidige kerk werd gebouwd op de plaats van een kerk uit 1192, die infra hortes ("tussen boomgaarden") werd genoemd, omdat hij op het platteland lag. Het was de nationale kerk van de Schotten in Rome tot 1585. Toen schonk Paus Sixtus V hem aan de minderbroeders van San Francesco di Paola.
Later werd het gebied overwoekerd door struikgewas. Vandaar de naam Fratte. 
In 1604 werd er begonnen aan de bouw van een nieuwe kerk, naar een ontwerp van Gaspare Guerra. Het project, dat acht jaar later gestopt werd, werd nieuw leven ingeblazen in 1653 door Francesco Borromini. Dankzij hem kwam er onder meer de apsis, het tamboer aan de koepel en de campanile met vier zuilen. Na zijn dood werd zijn werk verder gezet door Mattia De Rossi. De voorgevel in renaissancestijl werd afgewerkt in 1826.
Het interieur beschikt over één schip. De koepelversiering is van de hand van Pasquale Marini. In de eerste kapel is een houten tempietto (tempel) (1674) te zien, die beschilderd werd door Borgognone en op de muur een schilderij van Ludovico Gimignani, Het doopsel van Christus. In de derde kapel staat een grafmonument van kardinaal Carafa, gemaakt door Pietro Bracci. Langs de kruisgang hangen fresco’s van Marini, Francesco Cozza, en Filippo Gherardi, die het Leven van Sint Franciscus voorstellen. Het altaar (1736) werd ontworpen door Filippo Barigioni, het retabel van San Franciscus di Paola werd geschilderd door Paris Nogari, met stucco-engelen door Giovanni Battista Maini. Van Marini bevindt er zich ook nog een fresco, getiteld Vermenigvuldiging van Brood en Vissen. Achter het altaar hangt De Kruisiging van Sint Andreas (Giovanni Battista Lenardi), De Begrafenis van Sint Andreas (Francesco Trevisani) en Dood van Sint Andreas (Lazzaro Baldi). Langs het priesterkoor zijn gebeeldhouwde engelen te zien van Bernini. Deze werden oorspronkelijk gemaakt voor de Engelenbrug, maar naar hier verplaatst en op de Engelenbrug kwamen dan kopieën te staan. In de linkse dwarsbeuk staat een altaar, ontworpen door Luigi Vanvitelli en Giuseppe Valadier, met een retabel van Giuseppe Bottani, dat de Heilige Anna, Sint Joachim en baby Maria voorstelt. Enigszins verdekt opgesteld in de doorgang tussen de 4de kapel aan de rechterkant en het transept staat op zijn graf het beeld van de Marokkaanse prins en troonpretendent Moulay Ahmed (gestorven in 1739). Moulay Ahmed, telg uit het roemrijke Alaoui-geslacht van de huidige Marokkaanse koning, ging tot het katholicisme over in 1733. In de derde kapel links staat een werk van Domenico Bartolini, getiteld Madonna van het Mirakel. Hier zou op 20 januari 1842 Maria verschenen zijn aan de jonge Jood Maria Alphonse Ratisbonne en ze bekeerde hem er tot het christendom. Om dit gebeuren te eren, staan de banken in de kerk naar dit altaar gericht.

## Titelkerk
De basiliek werd op 12 maart 1960 een titelkerk na de toewijzing door Paus Johannes XXIII aan kardinaal Paolo Marella.
| Jaar      | Titel              | Kardinaal                     |
| --------- | ------------------ | ----------------------------- |
| 1960-1972 | kardinaal-priester | Paolo Marella                 |
| 1973-1994 | kardinaal-priester | Joseph Marie Anthony Cordeiro |
| 1994-2001 | kardinaal-priester | Thomas Joseph Winning         |
| 2003-     | kardinaal-priester | Ennio Antonelli               |

Sant'Agnese fuori le mura · 
Sant'Agnese in Agone · 
Sant'Agostino · 
Sant'Alberto Magno · 
Basilica di Santa Anastasia · 
Sant'Andrea al Quirinale · 
Sant'Andrea delle Fratte · 
Sant'Andrea della Valle · 
Sant'Andrea in Via Flaminia · 
Sant'Angela Merici · 
Santi Angeli Custodi a Città Giardino · 
Sant'Anselmo all'Aventino · 
Sant'Antonio da Padova all'Esquilino · 
Sant'Antonio da Padova in Via Tuscolana · 
Sant’Antonio di Padova a Circonvallazione Appia · 
Sant'Antonio in Campo Marzio · 
Sant'Apollinare alle Terme Neroniane-Alessandrine · 
Sant'Atanasio · 
Sant'Atanasio a Via Tiburtina · 
Santi Aquila e Priscilla · 
Santa Balbina · 
San Bernardo alle Terme · 
Santi Bonifacio e Alessio · 
San Callisto · 
San Camillo de Lellis · 
San Carlo ai Catinari · 
San Carlo al Corso · 
Basiliek van Santa Cecilia in Trastevere · 
San Cesareo in Palatio · 
Santa Chiara a Vigna Clara · 
San Clemente · 
San Corbiniano · 
Santi Cosma e Damiano in Via Sacra · 
San Crisogono · 
Santa Croce in Gerusalemme · 
Santa Croce in Via Flaminia · 
Sacro Cuore di Cristo Re · 
Sacro Cuore di Gesù · 
Sacro Cuore di Gesù agonizzante a Vitinia · 
Dio Padre Misericordioso · 
Santi XII Apostoli · 
San Domenico di Guzman · 
Santi Domenico e Sisto · 
Sant'Elena fuori Porta Prenestina · 
Sant'Eligio dei Ferrari · 
Sant'Emerenziana a Tor Fiorenza · 
Sant'Eugenio · 
Sant'Eusebio · 
Santi Fabiano e Venanzio a Villa Fiorelli · 
San Felice da Cantalice a Centocelle · 
Santa Francesca Romana · 
San Francesco a Ripa · 
San Francesco di Paola ai Monti · 
Friezenkerk · 
San Frumenzio ai Prati Fiscali · 
Il Gesù · 
Gesù Divino Lavoratore · 
San Giacomo in Augusta · 
San Gioacchino ai Prati di Castello · 
Santi Gioacchino e Anna al Tuscolano · 
San Giovanni a Porta Latina · 
San Giovanni Bosco in via Tuscolana · 
San Giovanni Crisostomo a Monte Sacro Alto · 
San Giovanni dei Fiorentini · 
Santi Giovanni e Paolo · 
Santi Giovanni Evangelista e Petronio · 
San Giovanni Maria Vianney · 
San Girolamo dei Croati · 
San Giuliano Martire · 
San Giustino · 
Gran Madre di Dio · 
San Gregorio Magno al Celio · 
San Gregorio Magno alla Magliana Nuova · 
San Gregorio VII · 
Sant'Ignazio · 
Sint-Jan van Lateranen · 
Sint-Juliaan-der-Vlamingen · 
San Leonardo da Porto Maurizio · 
San Leone I · 
San Liborio · 
San Lorenzo in Damaso ·  
San Lorenzo in Lucina · 
San Lorenzo in Panisperna · 
San Luca a Via Prenestina · 
San Luigi dei Francesi · 
Santuario della Madonna del Divino Amore · 
Madonna dell'Archetto - 
Santi Marcellino e Pietro · 
San Marcello al Corso · 
San Marco · 
Santa Maria ai Monti · 
Santa Maria Ausiliatrice in Via Tuscolana · 
Santa Maria Consolatrice al Tiburtino · 
Santa Maria degli Angeli e dei Martiri · 
Santa Maria dei Miracoli en Santa Maria in Montesanto · 
Santa Maria dell'Anima · 
Santa Maria della Pace · 
Santa Maria della Salute a Primavalle · 
Santa Maria della Scala · 
Santa Maria della Vittoria · 
Santa Maria delle Grazie a Via Trionfale · 
Santa Maria del Popolo · 
Santa Maria del Suffragio · 
Santa Maria di Monserrato · 
Santa Maria Domenica Mazzarello · 
Santa Maria Goretti · 
Santa Maria Immacolata a Grottarossa · 
Santa Maria in Aquiro · 
Santa Maria in Aracoeli · 
Santa Maria in Campitelli · 
Santa Maria in Cappella · 
Santa Maria in Domnica · 
Santa Maria in Transpontina · 
Santa Maria in Trastevere · 
Santa Maria in Trivio · 
Santa Maria in Vallicella · 
Santa Maria in Via · 
Santa Maria in Via Lata · 
Santa Maria Liberatrice a Monte Testaccio · 
Santa Maria Madre della Providenza a Monte Verde · 
Santa Maria Madre del Redentore a Tor Bella Monaca · 
Basiliek van Santa Maria Maggiore · 
Santa Maria Regina degli Apostoli alla Montagnola · 
Santa Maria Regina Mundi a Torre Spaccata · 
Santa Maria sopra Minerva · 
Santa Beata Maria Vergine Addolorata a piazza Buenos Aires · 
San Martino ai Monti · 
Natività di Nostro Signore Gesù Cristo a Via Gallia · 
Santi Nereo e Achilleo · 
San Nicola in Carcere · 
Santissimo Nome di Maria al Foro Traiano · 
Nostra Signora del Sacro Cuore · 
Ognissanti in Via Appia Nuova · 
Sant'Onofrio · 
Sint-Pancratiusbasiliek · 
Pantheon (Rome) · 
San Patrizio ·
Sint-Anna in Lateranen ·
Sint-Paulus buiten de Muren · 
Sint-Pietersbasiliek · 
Santi Pietro e Paolo a Via Ostiense · 
San Pietro in Montorio · 
San Pietro in Vincoli · 
Santa Prassede · 
Preziosissimo Sangue di Nostro Signore Gesù Cristo · 
Santa Prisca · 
Santa Pudenziana · 
Santi Quattro Coronati · 
Santi Quirico e Giulitta · 
Santissimo Redentore e Sant'Alfonso in Via Merulana · 
Santa Sabina · 
San Salvatore in Lauro · 
Sint-Sebastiaan buiten de Muren · 
San Silvestro in Capite · 
Santi Simone e Giuda Taddeo a Torre Angela · 
Sixtijnse Kapel · 
Santa Sofia a Via Boccea · 
Santa Susanna · 
Tempietto van San Pietro in Montorio · 
Santa Teresa al Corso d’Italia · 
Trinità dei Monti · 
Sant’Ugo · 
Beata Vergine Maria del Monte Carmelo a Mostacciano · 
Basilica di San Vitale